# Krapje, Ljutomer
Krapje este o localitate din comuna Ljutomer, Slovenia, cu o populație de 315 locuitori.